# كين زاده حسن جلبي
كين زاده حسن جلبي (حوالي 1546 - 1604) كان شاعرًا عثمانيًا وكاتبًا فهرسيًّا في القرن السادس عشر. عمله الرئيسي هو كتاب تذكرة الشعراء، وهو أحد أشهر المذكرات العثمانية (القاموس الفهرسي للشعراء والشعر).

## الحياة
وُلِد الحسن في عام 993 هـ، والذي يوافق 4 آذار 1546. كان ابن الملا علاء الدين علي، المعروف أيضًا باسم علي جلبي (1510/1511 – 1572)، وهو فقيه عثماني ومؤلف من إسبرطة في الأناضول. وُلِد حسن في مدينة بورصة، حيث كان والده يعمل قاضيًا. بدأ حياته العملية كمعلم في جامعة أبي السعود، وفي عامي 1567-1568 أصبح أستاذًا، وفي عامي 1582-1583 أصبح مدرسًا في مسجد محمد الفاتح، وبعد خمس سنوات أصبح أستاذًا في مسجد السليمانية. في العام الهجري 999 (الموافق 1590-1591 م)، بدأ مسيرته قاضيًا؛ أولًا في حلب، ثم القاهرة، ثم أدرنة، ثم القاهرة مرة أخرى، ثم بورصة (1598-1599)، ثم كليبولي، ثم منطقة أيوب في القسطنطينية، ثم في إسكي زاغرا في بلغاريا (تموز 1602). عاش بقية حياته مالكًا لأرباليك بالقرب من رشيد في مصر في 15 مارس 1604. كان شقيق حسن هو فَهمي (توفي في أيار 1596) الشاعر المعروف، على الرغم من أنه وفقًا للمؤرخ مصطفى علي، لم يتمكن أي من الأخوين من الوصول إلى مكانة والدهما.

## الشِعر
كان عمله تذكرة الشعراء هو الذي جعله مشهورًا. كان هذا آخر الأعمال الفهرسية العظيمة عن شعراء القرن السادس عشر. لقد هُيكل العمل في ثلاثة أقسام. وبحسب مصطفى بن عبد الله حاجي خليفة، فإن هذا الكتاب يتفوق على كل الأعمال السابقة من نوعه من حيث لطف اللغة ودقة المعلومات المضمنة فيه. تم الانتهاء من كتابته في عام 1586 وخُصص للشيخ سعد الدين أفندي. يقدم الكتاب معلومات عن حوالي 600 شاعر مع عينات من أعمالهم. توجد العديد من المخطوطات منه 

## قراءة إضافية
- كين زاده حسن جلبي. تزكيرتوش-شوارا . تحرير إبراهيم كوتلوك. 2 مجلدين أنقرة : تورك تاريح كورومو، 2014.(ردمك 9789751602060)رقم ISBN 9789751602060 .